# 박영 (1471년)
박영(朴英, 1471년 ~ 1540년)은 조선의 무신, 의관이다. 본관은 밀양(密陽), 자는 자실(子實), 호는 송당(松堂).
1492년 무과에 급제한 뒤 선전관(宣傳官)이 되었다. 1514년 황간현감(黃澗縣監), 1516년 강계부사(江界府使), 1518년 동부승지(同副承旨)를 지냈다. 의술에도 능하였으며, 내의원제조(內醫院提調)를 역임하였다. 1519년 성절사(聖節使)로 명나라에 다녀와 기묘사화(己卯士禍)를 모면하였다. 1520년 김해부사(金海府使), 영남좌절도사(嶺南左節度使)를 지냈다. 시호는 문목(文穆)이다. 송당 박영은 무인으로 출발하였으나 영남 유학의 일대를 이룬 정붕과의 교우와 사숙을 통해 대학공부에 통달하여 문인으로 전환을 하게 된다. 사후 조정에서 문인에게 내리는 시호로서 문목공(文穆公) 시호를 내렸고, 경북 구미시 선산읍 신기리에 있는 사당(文穆祠)에 위패를 모시고 향사한다. 저서로서는 주희의 백록동규(白鹿洞規)를 풀이한 백록동규해(白鹿洞規解)가 전해진다.

## 가족 관계
- 할아버지: 박철손(朴哲孫)
  - 아버지: 박수종(朴壽宗)
  - 어머니: 양녕대군(讓寧大君) 이제(李禔)의 딸